# 大衛·桑馬
大衛·桑馬（英語：Davide Somma，1985年3月26日—），出生在約翰內斯堡，是一名意大利裔南非足球員，司職前鋒，亦可擔任翼鋒，現未有球會效力。由於，他12歲時便於美國定居，所以說話帶有美國口音。

## 生平
青年時期
桑馬在5歲時已經在家鄉球會伊登維爾（Edenvale Football Club）展開其足球生涯。他搬至佛羅里達後入讀了江景高校，效力校隊4年並協助球隊贏得地區冠軍，他亦為薩拉索塔風暴（Sarasota Storm）、班纳特河（Braden River）和聖皮特奇兵（St. Pete Raiders）踢球。2004年，他在泰勒阿帕奇參與了大學足球，射入13球並取得9次助攻，是隊中首席射手，還被選入國家初級學院田徑協會14區正選陣容（National Junior College Athletic Association (NJCAA) Region XIV first team）。一個球季後，他參加了國際足球學校計劃（EduKick football academies），透過計劃的協助加盟西班牙球會CD洛格隆尼斯，他的意大利護照給他在歐洲追求事業的機會。

### 職業
意大利
桑馬曾於2004年在意甲球會佩魯賈效力。其後球會倒閉，他轉投華斯度並於2005-07年間上陣了39場賽事。及後，他加盟奧爾比亞，最後於2008年重返美國。
美職聯
2008年9月，桑馬與聖荷西地震簽訂可发展合同（developmental contract）並正式加盟，他在上陣了3場聯賽賽事。此外，他亦上陣了5場預備組賽事並取得兩個入球和3次助攻。
2008年12月，他參與Adidas 世代隊在倫敦對英格蘭的3支預備組球隊——分別是雷丁、車路士和韋斯咸的賽事，在韋斯咸預備組身上取得兩個入球。2009年2月，他與聖荷地震簽訂正式合約，不過他在同年的5月26日被球會放棄，合共為球隊4次後備登場，總上陣時間僅51分鐘。
他在聖荷西地震效力期間，他的隊友前列斯聯球員戴倫·亨格比鼓勵他找一支英格蘭球隊作為其新東家。
列斯聯
2009年7月，桑馬在昆士柏流浪試訓，並以翼鋒位置參與了季前賽。其後，他前往列斯聯試訓，並獲延長其試訓期。他在季前友賽對新港郡的賽事中取得入球，並在2009年9月與球會簽訂一年合約而正式加盟，並附加球會可以續約的條款。他在LUTV中宣稱自己只買了前往英格蘭的單程票，所以他必須做到，幸虧在列斯聯的試訓取得了回報。
隨著桑馬的加盟，他成為曾效力列斯聯的第5位南非球員，另外4位是加利·法蘭西斯、艾伯特·約翰內斯遜、盧卡斯·拉迪比和菲爾·馬辛加。他在LUTV的訪問中說道由於他的意大利血統，他能與隊友米克·格拿以意大利語溝通。
他在對洛達咸的預備組賽事中處子上陣，並取得兩個入球。列斯聯領隊西蒙·加利臣暗示他為了讓他獲得更多在英格蘭聯賽踢球的經驗可能會將桑馬外借出去。
桑馬入選了英錦標對達寧頓的賽事的名單中，他在下半場入替而首次在競爭性競賽處子上陣。不幸的是，他腿筋受傷使到球會在用盡替補名額後，必需要在剩餘時間10人應戰。當他康復並在預備組賽事中經常取得入球後，他重返一隊並在2009年11月23日對奧連特的賽事中被列為後備。
2009年11月26日，桑馬被外借至車士打菲特直至2010年1月。他穿上32號球衣並於12月2日對克魯的賽事中首次於英格蘭足球聯賽中上陣。他在處子戰中主罰十二碼，惟被對方門將史提夫·菲臘斯撲出。他其後因傷而錯過車士打菲特的部分賽事。2010年1月5日，他在借用期結束後重返列斯聯。及後，他在足總盃對熱刺的賽事中被列為後備。
2月25日，桑馬被外借至林肯城以爭取一隊經驗，為期一個月。他在兩天後對克魯的處子戰中攻入其處子入球，是林肯城歷來第1,200名在聯賽上陣的球員，亦是球隊本季第25名首次登場的球員，打破1946/47年球季24名處子上陣球員的紀錄，同時是球隊本季第39名球員在聯賽上陣，平1995/96年的紀錄。桑馬於上陣5場射入5球後，獲延長借用到球季結束，但列斯聯加入24小時召回條款。林肯城表示如列斯聯季後放棄桑馬，願意買起其餘下兩年合約。桑馬繼續其出色表現，在上陣12場後射入8球，列斯聯隨即行使合約條款延長1年合約。
2013年5月3日，列斯聯宣佈有10名球員不獲提供新合約可自由轉會，桑馬為其中之一。
2013年10月10日，桑馬向傳媒表示希望能重返列斯聯，早前受傷患影響的桑馬現時於列斯聯跟操。

## 私人生活
桑馬父母均為義大利人，在南非工作時誕下桑馬，於12歲移居美國佛羅里達州，已持有綠卡。他有一名姊妹安琪拉（Angela），能說三種語言——英語、義大利語及祖鲁语。

## 外部連結
- （英文）足球数据库：大衛·桑馬的球员统计数据
- （英文）列斯聯官網簡歷
- （英文）MLSnet Profile
- （英文）Davide Somma Profileat （页面存档备份，存于）